# FC Martigues
Football Club de Martigues är en fransk fotbollsklubb från Martigues. Klubben grundades 1921 och spelar för närvarande i Championnat National, den franska tredjedivisionen. Hemmamatcherna spelas på Stade Francis Turcan.

## Berömda spelare som spelat/spelar i klubben
Polen
- Tomasz Frankowski

Sverige
- Henrik Bertilsson